# American Hockey League 1971-1972
La stagione 1971-1972 è stata la 36ª edizione della American Hockey League, la più importante lega minore nordamericana di hockey su ghiaccio. Fra le molte modifiche ci fu l'iscrizione di quattro nuove franchigie, mentre i playoff vennero ampliati alle migliori otto squadre. La stagione vide al via undici formazioni e al termine dei playoff i Nova Scotia Voyageurs conquistarono la loro prima Calder Cup sconfiggendo i Baltimore Clippers 4-2.

## Modifiche
- I Quebec Aces si trasferirono a Richmond, in Virginia, diventando i Richmond Robins, squadra della West Division.
- I Montreal Voyageurs si trasferirono ad Halifax, in Nuova Scozia, diventando i Nova Scotia Voyageurs.
- I Rochester Americans passarono dalla West alla East Division.
- Nella East Division nacquero i Boston Braves, nuova franchigia di Boston, nel Massachusetts.
- Nella West Division nacquero i Cincinnati Swords, nuova franchigia di Cincinnati, nell'Ohio.
- Nella West Division nacquero i Tidewater Wings, nuova franchigia di Norfolk, in Virginia.

## Stagione regolare

### Classifiche
East Division
|  | Pos. | Squadra               | Pt | G  | V  | S  | N  | GF  | GS  | DR  |
|  | ---- | --------------------- | -- | -- | -- | -- | -- | --- | --- | --- |
|  | 1.   | Boston Braves         | 96 | 76 | 41 | 21 | 14 | 260 | 191 | +69 |
|  | 2.   | Nova Scotia Voyageurs | 96 | 76 | 41 | 21 | 14 | 274 | 202 | +72 |
|  | 3.   | Springfield Kings     | 77 | 76 | 31 | 30 | 15 | 273 | 266 | +7  |
|  | 4.   | Providence Reds       | 67 | 76 | 28 | 37 | 11 | 250 | 274 | -24 |
|  | 5.   | Rochester Americans   | 66 | 76 | 28 | 38 | 10 | 242 | 311 | -69 |

West Division
|  | Pos. | Squadra            | Pt | G  | V  | S  | N  | GF  | GS  | DR  |
|  | ---- | ------------------ | -- | -- | -- | -- | -- | --- | --- | --- |
|  | 1.   | Baltimore Clippers | 79 | 76 | 34 | 31 | 11 | 266 | 253 | +13 |
|  | 2.   | Hershey Bears      | 79 | 76 | 33 | 30 | 13 | 238 | 212 | +26 |
|  | 3.   | Cincinnati Swords  | 78 | 76 | 30 | 28 | 18 | 252 | 258 | -6  |
|  | 4.   | Cleveland Barons   | 74 | 76 | 32 | 34 | 10 | 269 | 263 | +6  |
|  | 5.   | Richmond Robins    | 71 | 76 | 29 | 34 | 13 | 237 | 218 | +19 |
|  | 6.   | Tidewater Wings    | 53 | 76 | 22 | 45 | 9  | 197 | 275 | -78 |

Legenda:

      Ammesse ai Playoff
Note:

Due punti a vittoria, un punto a pareggio, zero a sconfitta.

### Statistiche
Classifica marcatori
| Giocatore        | Squadra               | PG | Gol | Assist | Punti |
| ---------------- | --------------------- | -- | --- | ------ | ----- |
| Don Blackburn    | Providence Reds       | 76 | 34  | 65     | 99    |
| Buster Harvey    | Cleveland Barons      | 73 | 41  | 54     | 95    |
| Terry Caffery    | Cleveland Barons      | 65 | 29  | 59     | 88    |
| Gord Labossiere  | Cleveland Barons      | 66 | 40  | 45     | 85    |
| Ed Hoekstra      | Springfield Kings     | 68 | 16  | 69     | 85    |
| Wayne Rivers     | Springfield Kings     | 74 | 48  | 33     | 81    |
| Pete Laframboise | Baltimore Clippers    | 72 | 37  | 44     | 81    |
| Germain Gagnon   | Nova Scotia Voyageurs | 70 | 25  | 56     | 81    |
| Joe Szura        | Baltimore Clippers    | 72 | 38  | 38     | 76    |
| Doug Roberts     | Boston Braves         | 74 | 35  | 40     | 75    |
|                  |                       |    |     |        |       |

Classifica portieri
| Giocatore        | Squadra               | PG | MGS  |  |
| ---------------- | --------------------- | -- | ---- |  |
| Ross Brooks      | Boston Braves         | 30 | 2.38 |  |
| Dan Bouchard     | Boston Braves         | 50 | 2.51 |  |
| Wayne Thomas     | Nova Scotia Voyageurs | 41 | 2.51 |  |
| Michel Belhumeur | Richmond Robins       | 45 | 2.76 |  |
| Michel Plasse    | Nova Scotia Voyageurs | 36 | 2.77 |  |
| Billy Smith      | Springfield Kings     | 28 | 2.80 |  |
| André Gill       | Hershey Bears         | 40 | 2.96 |  |
| Bobby Taylor     | Richmond Robins       | 26 | 3.04 |  |
| Rocky Farr       | Cincinnati Swords     | 52 | 3.06 |  |
| Fern Rivard      | Cleveland Barons      | 40 | 3.21 |  |
|                  |                       |    |      |  |

## Playoff
|  | Primo turno | Primo turno        | Primo turno           |                    |                       | Semifinali         | Semifinali | Semifinali |  |  | Calder Cup | Calder Cup            | Calder Cup |
|  |             |                    |                       |                    |                       |                    |            |            |  |  |            |                       |            |
|  | E1          | Boston Braves      | 4                     |                    |                       |                    |            |            |  |  |            |                       |            |
|  | E4          | Providence Reds    | 1                     |                    |                       |                    |            |            |  |  |            |                       |            |
|  | E4          | Providence Reds    | 1                     |                    | E1                    | Boston Braves      | 0          |            |  |  |            |                       |            |
|  |             |                    |                       |                    | E1                    | Boston Braves      | 0          |            |  |  |            |                       |            |
|  |             | E2                 | Nova Scotia Voyageurs | 4                  |                       |                    |            |            |  |  |            |                       |            |
|  | E2          | E2                 | Nova Scotia Voyageurs | 4                  | Nova Scotia Voyageurs | 4                  |            |            |  |  |            |                       |            |
|  | E2          |                    |                       |                    | Nova Scotia Voyageurs | 4                  |            |            |  |  |            |                       |            |
|  | E3          | Springfield Kings  | 1                     |                    |                       |                    |            |            |  |  |            |                       |            |
|  |             |                    |                       |                    |                       |                    |            |            |  |  | E2         | Nova Scotia Voyageurs | 4          |
|  |             |                    | W1                    | Baltimore Clippers | 2                     |                    |            |            |  |  |            |                       |            |
|  | W1          | Baltimore Clippers | 4                     |                    |                       |                    |            |            |  |  |            |                       |            |
|  | W4          | Cleveland Barons   | 2                     |                    |                       |                    |            |            |  |  |            |                       |            |
|  | W4          | Cleveland Barons   | 2                     |                    | W1                    | Baltimore Clippers | 4          |            |  |  |            |                       |            |
|  |             |                    |                       |                    | W1                    | Baltimore Clippers | 4          |            |  |  |            |                       |            |
|  |             | W3                 | Cincinnati Swords     | 2                  |                       |                    |            |            |  |  |            |                       |            |
|  | W2          | W3                 | Cincinnati Swords     | 2                  | Hershey Bears         | 0                  |            |            |  |  |            |                       |            |
|  | W2          |                    |                       |                    | Hershey Bears         | 0                  |            |            |  |  |            |                       |            |
|  | W3          | Cincinnati Swords  | 4                     |                    |                       |                    |            |            |  |  |            |                       |            |

## Premi AHL
- Calder Cup: Nova Scotia Voyageurs
- F. G. "Teddy" Oke Trophy: Boston Braves
- John D. Chick Trophy: Baltimore Clippers
- Dudley "Red" Garrett Memorial Award: Terry Caffery (Cleveland Barons)
- Eddie Shore Award: Noel Price (Springfield e Nova Scotia)
- Harry "Hap" Holmes Memorial Award: Dan Bouchard e Ross Brooks (Boston Braves)
- John B. Sollenberger Trophy: Don Blackburn (Providence Reds)
- Les Cunningham Award: Garry Peters (Boston Braves)
- Louis A. R. Pieri Memorial Award: Al MacNeil (Nova Scotia Voyageurs)

### Vincitori
| Nova Scotia Voyageurs | Portieri: Michel Plasse, Wayne Thomas Difensori: Murray Anderson, Kerry Ketter, Bob Murray, Noel Price, Larry Robinson Attaccanti: Chuck Arnason, Ron Busniuk, Rey Comeau, Tony Featherstone, Germain Gagnon, Joe Hardy, Yvon Lambert, Mike Laughton, Chuck Lefley, Lynn Powis, Randy Rota, Murray Wilson Allenatore: Al MacNeil |

### AHL All-Star Team
First All-Star Team
- Attaccanti: Pete Laframboise • Garry Peters • Wayne Rivers
- Difensori: Noel Price • Terry Ball
- Portiere: Dan Bouchard

Second All-Star Team
- Attaccanti: Don Tannahill • Don Blackburn • Buster Harvey
- Difensori: Ralph MacSweyn • Jim Morrison
- Portiere: Michel Belhumeur